# Comédie larmoyante

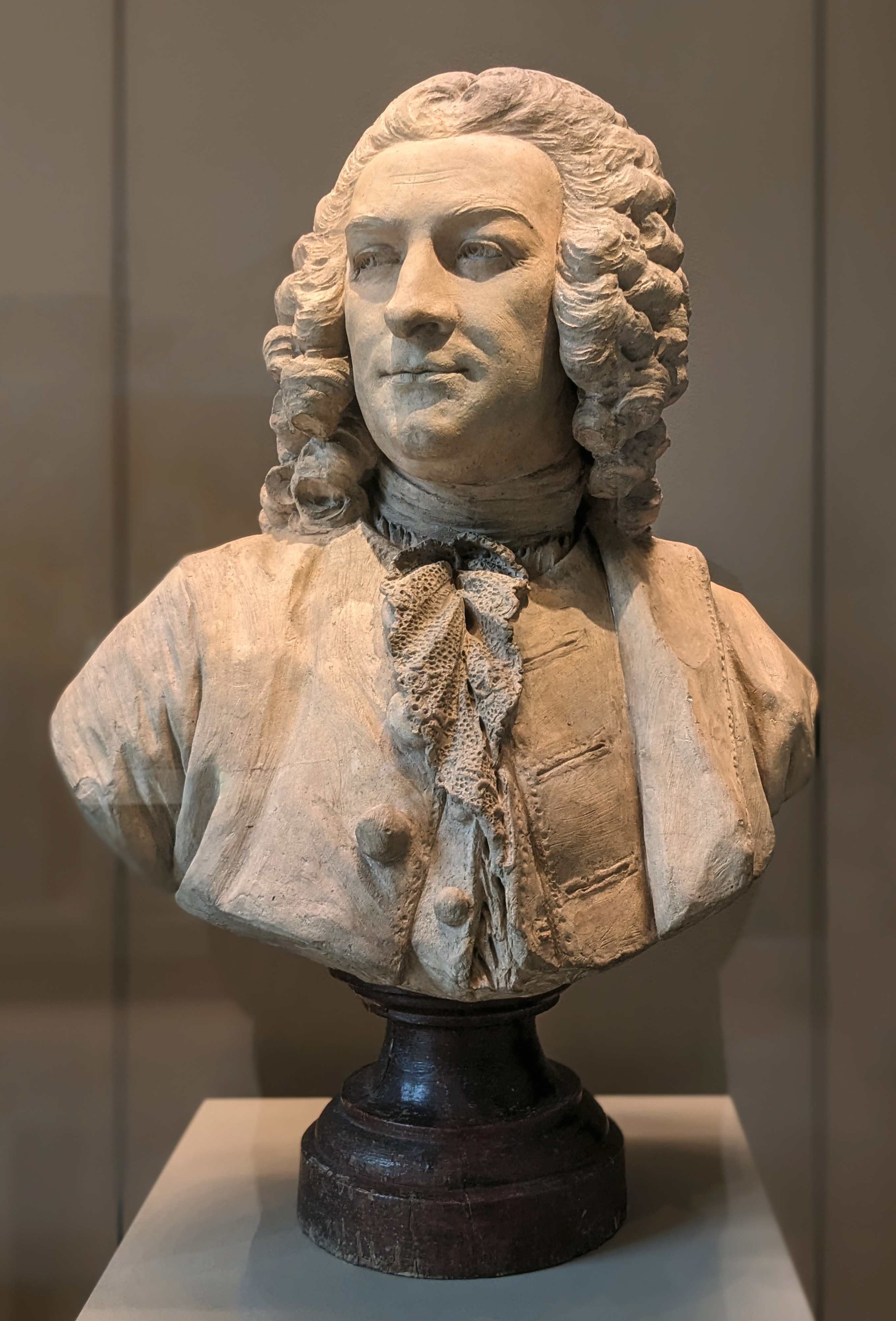
Nivelle de la Chaussée, inventeur de la comédie larmoyante.

La comédie larmoyante est un genre théâtral intermédiaire entre la comédie et la tragédie inventé par Nivelle de La Chaussée dans la seconde moitié du XVIIIe siècle.

## Origine
Le précurseur du genre larmoyant est Philippe Néricault Destouches, avec le Philosophe marié (1727) et le Glorieux (1732), qui sont les premiers drames français à présenter les caractéristiques d’une comédie larmoyante. Nivelle de La Chaussée a ensuite préludé dans ce genre, en 1735, dans le Préjugé à la mode, qui ridiculise l’idée reçue selon laquelle un homme de naissance ne saurait manifester de l’amour pour sa femme, avant de le développer pleinement, en 1741, dans Mélanide, où l’héroïne est arbitrairement séparée de l’époux de son choix par un arrêt du Parlement:34.

## Typologie
L’intention de ce type de comédie sentimentale est de faire pleurer en proposant des scènes pathétiques au terme desquelles les personnages de la bourgeoisie, sur lesquels plane initialement une tragédie imminente, parviennent à une résolution, ponctuée de réconciliations et de profusions de larmes. Même lorsqu’il est malheureux, le dénouement permet au public de déduire une morale en voyant le sentiment triompher du conformisme social. La présence de questions sociales, tournant autour des relations hommes-femmes, était également de nature à intéresser le public féminin.
L’opposition des détracteurs du genre est bien résumée par Voltaire, dans l’article « art dramatique » du Dictionnaire philosophique : « Rien n’étant si difficile que de faire rire les honnêtes gens, on se réduisit à donner des comédies romanesques, qui étaient moins la peinture fidèle des ridicules que des essais de tragédie bourgeoise. Ce fut une espèce bâtarde qui, n’étant ni comique ni tragique, manifestait l’impuissance de faire des tragédies et des comédies. » Or la comédie larmoyante n’est pas une tragi-comédie puisque l’on n’y rit pas, et ce n’est pas une tragédie bourgeoise non plus, puisqu’elle finit bien.
Erich Auerbach estime qu’avec la comédie larmoyante du XVIIIe siècle, l’amour a acquis un lien avec la réalité de la vie de la plupart des gens. L’énorme succès obtenu par la comédie larmoyante auprès du public reflète l’intérêt croissant porté à la sphère privée et domestique, présentant, avec un mélange novateur de réalisme et d’idéalisme, l’harmonie familiale et la fidélité conjugale comme les plus grandes sources de bonheur au sein du foyer familial.

## Réception
L’innovation consistant à supprimer la fine distinction existant alors entre la tragédie et la comédie sur la scène française n’a pas été acceptée sans opposition, la comédie larmoyante paraissant marquer le retour du théâtre sans règles d’avant Corneille, Racine et Molière. Alexis Piron, qui ne comprenait rien aux effusions de sensibilité des drames moraux de La Chaussée, plaisante les « homélies du révérend père La Chaussée », tandis que Charles Collé l’appelle « le Cotin dramatique ».

C’est en vain que les Réflexions sur le comique-larmoyant de Pierre-Mathieu Martin de Chassiron (d) ont cherché à prouver que la nouvelle manière de traiter le comique n’était pas autorisée par les Anciens, que l’on n’avait pas la liberté de changer sans cesse la nature de la comédie, que le nouveau genre apportait moins de plaisir et d’utilité que celui du siècle de Molière, et qu’il n’était pas destiné à passer à la postérité. L’abbé Desfontaines ne tarit pas d’éloges sur le genre nouveau, auquel il n’adresse qu’un reproche, celui de s’intituler comédie, quand il devrait prendre le nom de drame, vœu qui sera exaucé par nul autre que son protégé Élie Fréron, donne son aval à :

« un genre nouveau, puisé dans le cœur humain et digne d’être avoué par la raison. En effet, doit-on prescrire à l’art des limites quand la nature n’en a pas ? Les infortunes des rois et des héros auront-elles seules le privilège exclusif de nous émouvoir ? Lorsque dans le monde on nous fait le récit d’un malheur arrivé à un de nos semblables, nous en sommes quelquefois attendris jusqu’aux larmes. Pourquoi ce malheur ne nous serait-il pas représenté sur la scène ? Le genre larmoyant, puisqu’on l’appelle ainsi, me parait plus naturel, plus conforme à nos mœurs que la tragédie. Les passions de Melpomène sont des passions violentes portées jusqu’à l’excès ; les nôtres sont réprimées par l’éducation et par l’usage du monde. Les vices qu’elle peint sont des crimes, les nôtres sont des faiblesses. Ses héros sont des rois, et nous sommes des particuliers. Enfin, les tableaux qu’elle offre à nos yeux n’ont aucune ressemblance avec ce qui nous touche et nous occupe dans le cours ordinaire de la vie… Le nouveau dramatique manié par une main habile, et absolument dépouillé du masque de Thalie, sympathise mieux avec nos caractères, nos usages et nos façons de penser. Ses personnages sont des hommes polis, comme le sont la plupart des spectateurs. On y voit des passions, des vertus et des vices qui ne sont point étrangers ; des sentiments qui intéressent l’humanité ; des infortunes touchantes, telles qu’il en arrive ou qu’il peut en arriver dans toutes les familles ; une morale accommodée à nos maximes et à notre conduite. »

La Harpe se prononce également en faveur des doctrines nouvelles, en soulignant la perpétuation d’un style théâtral séculaire : 

« ce qu’on appela le genre de la comédie larmoyante, quand les pièces de Lachaussée parurent, n’était pas au fond une chose nouvelle. L’Andrienne des anciens, transportée sur notre théâtre, était absolument une comédie larmoyante ; elle offrait un fond d’aventures romanesques, des caractères passionnés, et l’intérêt allait quelquefois jusqu’aux larmes ; c’est qu’en effet la comédie n’exclut rien de tout cela. La peinture de la vie humaine doit nous présenter des passions, comme elle nous montre des travers et des ridicules, et tous ces objets sont également du ressort de la bonne comédie. Nous nous sommes longtemps persuadés que la comédie ne devait que faire rire, et c’est avec ces préjugés étroits que l’on circonscrit l’étendue des arts et le vol du génie. »

Paradoxalement, Voltaire aurait pu être l’auteur de la première comédie larmoyante, puisque c’est à lui que Quinault cadette a initialement proposé le thème de l’homme amoureux sa femme du Préjugé à la mode. Ce n’est que devant le refus de Voltaire que Quinault a proposé son idée à La Chaussée, qui en a tiré une pièce à succès. La création par Voltaire de Nanine, ou le Préjugé vaincu pourrait bien n’avoir été motivée que par le dépit d’avoir laissé passer un sujet, qui avait réussi auprès du public. Voltaire a repris le thème de Paméla, sur le thème du mariage entre personnes de différentes conditions, qui avait déjà adapté à la scène française, en 1743, par Boissy, puis par Nivelle de La Chaussée lui-même, pour, à l’évidence, les surpasser avec Nanine, pour produire une pièce dans le genre à la mode du moment. La préface de sa première édition, est même prétexte à une réfutation de Chassiron, en demandant 

« dans quel genre les intrigues romanesques et forcées peuvent-elles être admises ? ne sont-elles pas toujours un vice essentiel, dans quelque ouvrage que ce puisse être ? […] Si l’on y prend garde, l’amour, dans beaucoup d’ouvrages dont la terreur et la pitié devraient être l’âme, est traité comme il doit l’être en effet dans le genre comique. […] Qu’on jette les yeux sur les premières tragédies qui eurent de si prodigieux succès vers le temps du cardinal de Richelieu, la Sophonisbe de Mairet, la Mariamne, l’Amour tyrannique, Alcionée : on verra que l’amour y parle toujours sur un ton aussi familier et quelquefois aussi bas que l’héroïsme s’y exprime avec une emphase ridicule ; c’est peut-être la raison pour laquelle notre nation n’eut en ce temps-là aucune comédie supportable ; c’est qu’en effet le théâtre tragique avait envahi tous les droits de l’autre. »

 Même si le succès de Nanine auprès du public a satisfait Voltaire, mais celui-ci a paru ne pas s’en rapporter entièrement à ces éloges. Le ralliement de Voltaire au rallié au genre nouveau relève donc plus de l’opportunisme que d’une adhésion pleine et entière, comme le révèlent l’article « Art dramatique » du Dictionnaire philosophique, paru en 1764, ainsi que sa correspondance de la décennie 1760-1770:40, dévoilant la continuité de son attachement aux règles classiques de Boileau et son hostilité à l’égard de la tragédie bourgeoise:40.

## Développement
En dépit des oppositions, Nivelle de La Chaussée a bientôt été imité parmi des dramaturges comme Diderot, Beaumarchais et Sedaine. Le premier a fixé les lois du genre dramatique intermédiaire bientôt devenu le drame moderne et le second a adopté ses vues. Le Père de famille de Diderot, l’Eugénie de Beaumarchais, marquent la transformation de plus en plus sensible de la comédie larmoyante en drame.
En brouillant les distinctions entre la comédie et la tragédie, la comédie larmoyante a ouvert la voie au drame bourgeois, la forme de comédie réaliste annoncée par le Fils naturel de Diderot (publié en 1757, porté à la scène en 1771). Les drames de Louis-Sébastien Mercier ont fait évoluer, par leur sujet et leur pathétique, la dramaturgie à la comédie larmoyante au drame bourgeois, dont il peut être considéré, avec Diderot, comme le cofondateur.
L’ascension sociale de la bourgeoisie, qui a résulté la Révolution française, s’est reflétée dans l’attention accrue accordée aux préoccupations de la nouvelle classe sociale. La comédie larmoyante a évolué, au fil du temps, pour devenir le précurseur du drame bourgeois.

## Extension
Au théâtre italien, la commedia lacrimosa a trouvé son impulsion avec la traduction par Elisabetta Caminer, vers 1770, des drames de Diderot, Baculard d’Arnaud, Mercier. Bien que Goldoni et Carlo Gozzi se soient efforcés de réagir par des compositions d’un autre style, ce genre compte de nombreux dramaturges, entre la fin du XVIIIe siècle et les premières décennies du XIXe siècle, dont les principaux sont Pietro Chiari, Camillo Federici, Giovanni De Gamerra, Giovanni Greppi, Alberto Nota et Francesco Antonio Avelloni.
L’Espagne des années 1780 a vu naitre des comedias lacrimosas inspirées de la comédie larmoyante française. Ignacio de Luzán a traduit, dès 1751, le Préjugé à la mode, mais cette production a eu lieu principalement dans le dernier quart de siècle des Lumières. La première moitié du XIXe siècle a vu une augmentation de sa popularité. Les principaux dramaturges de ce genre en Espagne sont Antonio Gil y Zárate, Luciano Francisco Comella, Antonio Valladares de Sotomayor et Gaspar Zavala y Zamora. Le plus prolifique dans ce genre est ce dernier avec une douzaine de drames sentimentaux, traduits ou originaux : El naufragio feliz (1782), El amor constante o La holandesa (1787), Las víctimas del amor, Ana y Sindha (1788), La hidalguía de una inglesa (1790). Parmi les sujets qu’il aborde, la critique du mariage arrangé, le plus populaire, le mari infidèle et la femme vertueuse, l’honneur et les maux de la jalousie et l’abus de l’autorité parentale.
Luciano Francisco Comella a donné La Cecilia o El amor lo vence todo (1786), et sa suite, Cecilia viuda (1787), ou des pièces comme la Jacoba (1789). On distingue la Cándida, en 1781, parmi la centaine de pièces produite par Antonio Valladares de Sotomayor. La dramaturge Isabel Morón a donné Buen amante y buen amigo, en 1792, et Vicente Rodríguez de Arellano a monté La mujer de dos maridos au théâtre madrilène de la Cruz en 1805.
L’évolution ultime de la comédie larmoyante est le genre populaire du mélodrame au XIXe siècle.